# Дитер Алтхаус
Дитер Алтхаус е германски политик, министър-председател на Тюрингия, представител на Християн-демократическия съюз (ХДС).

## Биография
Роден е на 29 юни 1958 г. в Хайлбад Хайлигенщат, Тюрингия. Алтхаус е син на един от учредителите на ХДС в ГДР. Завършва педагогика в Ерфурт през 1983 година, до края да 1989 работи като учител по физика и математика. След политическите промени през 1989 започва политическа кариера, като бързо се издига до председател на ХДС в Тюрингия. На 5 юни 2003 е избран за министър-председател на провинцията.

## Ски-инцидент
На 1 януари 2009 година в Австрийските Алпи, по време на спускане със ски, политикът блъска 41-годишна жена, която вследствие на травмите по главата е починала. Самият Алтхаус изпада в кома за няколко седмици. След възстановяването му австрийски съд постановява общо 33 000 евро глоба и 5000 евро парично обезщетение за причинената от него смърт по непредпазливост. Бързото съдебно решение среща критика сред юристите в Германия. Също така критика среща решението на Алтхаус, въпреки инцидента, да се кандидатира отново за предстоящите избори.